# Zakir Hussain
Zakir Hussain Allarakha Qureshi (Bombay, 9 de marzo de 1951-San Francisco, 15 de diciembre de 2024)
fue un percusionista, cantante ocasional y compositor indio, considerado el más grande ejecutante de tabla.
Hijo de otro reconocido tablista, Ustad Alla Rakha (1919-2000), sus trabajos abarcan música de la India, jazz, fusión y música del mundo.

## Trayectoria
Ha compuesto soundtracks para los filmes In Custody y The Mystic Masseur de Ismail Merchant, Little Buddha de Bernardo Bertolucci, One Dollar Curry de Vijay Singh, Vanaprastham (The Last Dance), seleccionado para el Festival de Cannes en 1999, Saaz y Everybody Says I'm Fine. Fue coautor del tema de inauguración de los Juegos Olímpicos de Atlanta 1996 y miembro fundador de 'World Music Supergroup' Tabla Beat Science.
Además, se dedicó a enseñar tabla a estudiantes avanzados en San Francisco y Bombay y participó en Global Drum Project .

## Fallecimiento
Hussain murió por complicaciones derivadas de una fibrosis pulmonar idiopática en San Francisco, California, el 15 de diciembre de 2024, a la edad de 73 años.

## Discografía
- Sangam (2006) - Jazz collaboration with bandleader Charles Lloyd.
- Maestro's Choice Series One - Alla Rakha & Zakir Hussain (2005)
- Punjabi Dhamar (2004)
- Raag Chandrakauns (2004)
- Selects (2002)
- And the Rhythm Experience (1998)
- Essence of Rhythm (1998)
- Magical Moments of Rhythm (1997)
- Kirwani (1997)
- Jog And Rageshri (1994)
- Music of the Deserts (1993)
- Flights of Improvisation (1992)
- The One and Only (1992)
- Tabla Duet (1988)
- Making Music (1987)
- Diga (1976)
- Shakti (1975)
- Rolling Thunder (1972)
- Shanti (1971)